# South West Rocks
South West Rocks är en ort i Australien. Den ligger i kommunen Kempsey och delstaten New South Wales, i den sydöstra delen av landet, omkring 370 kilometer nordost om delstatshuvudstaden Sydney. Antalet invånare är 4 069.
Trakten är glest befolkad. South West Rocks är det största samhället i trakten. 
Trakten runt South West Rocks består huvudsakligen av våtmarker. Genomsnittlig årsnederbörd är 1 765 millimeter. Den regnigaste månaden är februari, med i genomsnitt 289 mm nederbörd, och den torraste är oktober, med 29 mm nederbörd.